# Juncus krameri
Juncus krameri là một loài thực vật có hoa trong họ Juncaceae. Loài này được Franch. & Sav. mô tả khoa học lần đầu tiên vào năm 1879.